# Милан (пляжный футбольный клуб)
«Милан» (итал. Milano Beach Soccer) — итальянский пляжный футбольный клуб из города Милан. Команда основана в 2002 году как отделение пляжного футбола при футбольном клубе «Милан». Выступает в чемпионате Италии по пляжному футболу.

## История

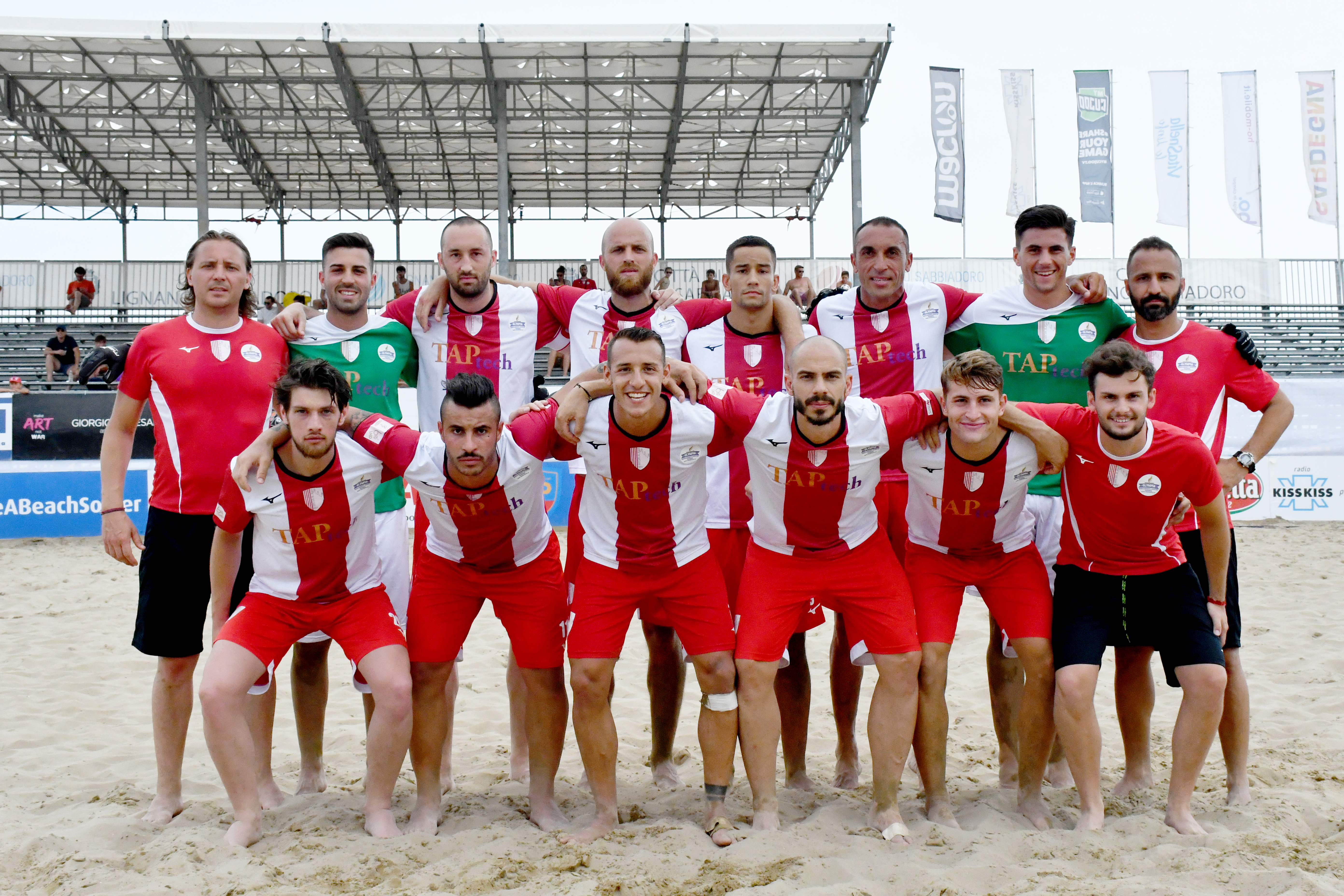
Состав команды в 2019 году

Команда основана в 2002 году, а спустя два года получила право сыграть в чемпионате Италии по пляжному футболу. На первых двух турнирах в 2004 и 2005 году «Милану» не удалось преодолеть групповой этап. Приглашение швейцарца Мейер и испанцев Альварадо и Амарелле способствовало первым успехам команды в 2006 году, когда «Милан» сделал золотой дубль, выиграв чемпионат и кубок.
Впоследствии «Милан» становился чемпионом Италии в 2007, 2010 и 2013 годах, обладателем Кубка Италии в 2007, 2009 и 2010 годах, а также побежал в Суперкубке Италии 2010 года.

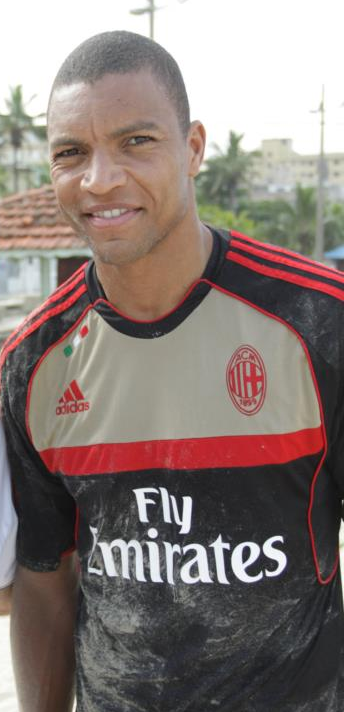
Дида в составе «Милана»

«Милан» был приглашён на первый розыгрыш Клубного Мундиалито 2011 года, который состоялся в Бразилии. Итальянцы сумели выйти из группы, но в 1/4 финала уступили московскому «Локомотиву» (2:7). На Мундиалито 2012 и 2013 годов «Милану» не удавалось пройти групповой этап. Команда также дважды участвовала в Кубке европейских чемпионов в 2014 и 2015 годах. На дебютном для себя турнире «Милан» вышел в финал, где уступил российскому «Кристаллу» (0:2). Во втором розыгрыше команда выбыла на стадии 1/8 финала.
В январе 2013 года «Милан» во время Кубка Азии провёл выставочный матч против «Барселоны», завершившийся победой испанцев со счётом 6:2. В 2014 году «Милан» принял участие в Кубке Стамбула, где занял третье место, а в следующем году — четвёртое.
Лучшими бомбардирами чемпионата Италии в составе «Милана» становились Амарелле (2006), Маджер (2008) и Бокинья (2013). Лучшим игроками чемпионата признавались Дидье Самун (2007) и Эудин (2014). В 2012 году за «Милан» выступал известный по выступлениям за футбольный клуб «Милан» вратарь Дида.

## Достижения
- Чемпион Италии: 2006, 2007, 2010, 2013
- Победитель Кубка Италии: 2006, 2007, 2009, 2010
- Победитель Суперкубка Италии: 2010

## Статистика
| Чемпионат Италии по пляжному футболу: - 2004 — групповой этап - 2005 — групповой этап - 2006 — победитель - 2007 — победитель - 2008 — 1/4 финала - 2009 — финалист - 2010 — победитель - 2011 — 7 место - 2012 — ? - 2013 — победитель - 2014 — финалист - 2015 — групповой этап - 2016 — 6 место - 2019 — предварительный этап - 2021 — предварительный этап - 2022 — 7 место - 2022 — предварительный этап | Кубок Италии по пляжному футболу: - 2006 — победитель - 2007 — победитель - 2008 — финалист - 2009 — победитель - 2010 — победитель Суперкубок Италии по пляжному футболу: - 2007 — финалист - 2008 — финалист - 2010 — победитель - 2011 — финалист - 2014 — финалист Клубный Мундиалито по пляжному футболу: - 2011 — 1/4 финала - 2012 — групповой этап - 2013 — групповой этап |